# Gimnazjum św. Ducha

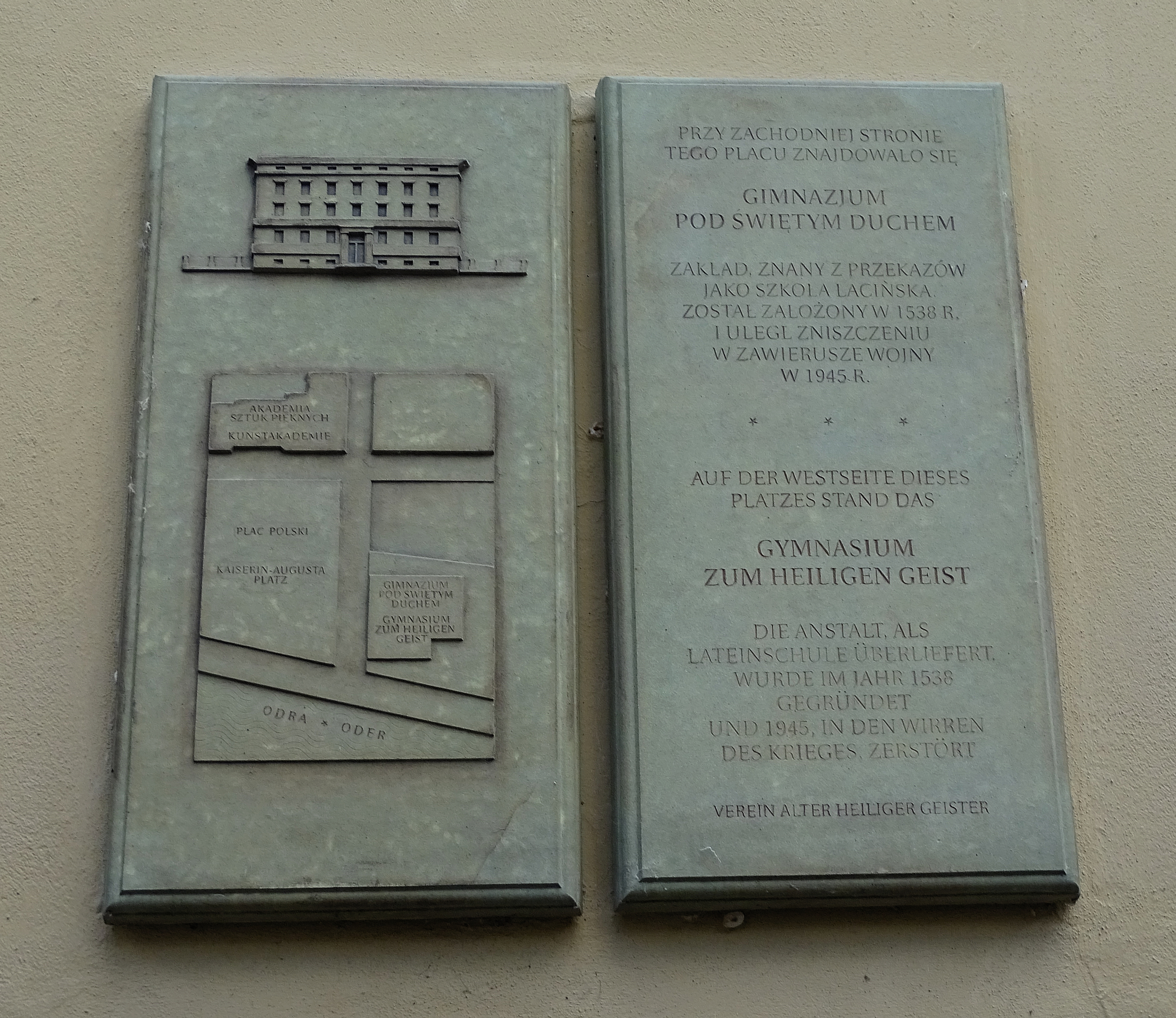
Tablica upamiętniająca Gimnazjum św. Ducha we Wrocławiu. Ściana Akademii Sztuk Pięknych pl. Polski Wrocław

Gimnazjum św. Ducha – szkoła powstała we Wrocławiu w 1538 i działająca tam do 1945. 

## Historia
Szkołę założył w 1538 protestancki proboszcz kościoła św. Bernarda, na terenie podległego mu szpitala św. Ducha (rejon współczesnej Hali Targowej przy ul. św. Ducha), stąd też wzięła nazwę (na przełomie XVI i XVII w. alternatywnie nazywano ją także szkołą św. Bernarda). Finansowo placówkę wspierał cech sukienników. Szkoła od początku cieszyła się dużym zainteresowaniem, liczba uczniów rosła i już w 1550 r. na zajęcia uczęszczało 150 uczniów, a liczba klas zwiększyła się z jednej do dwóch (obie dwuoddziałowe). Uczono łaciny, w tym czytania i pisania, rachowania oraz historii biblijnej. Bardzo ważnym elementem nauki było opanowanie umiejętności śpiewu kościelnego, a uczniowie stanowili chór parafialny. Po rozebraniu budynków klasztoru w 1591 szkoła parokrotnie zmieniała swa siedzibę, pozostając wciąż w bliskości ul. św. Ducha, a później przy pobliskiej ul. Bernardyńskiej aż do 1849.    
Trudności związane z trwającą na Śląsku wojną trzydziestoletnią przyniosły spadek liczby uczniów (ponad 60) i stopniowo coraz większy wpływ na szkołę ze strony władz miejskich, które zapewniały jej utrzymanie. Jeszcze bardziej podupadła w okresie wojny siedmioletniej, gdy liczba uczących się spadła do 24, a budynek szkolny zajął lazaret. Po wojnie nastąpił renesans placówki, która za czasów dyrekcji Samuela Klosego (1763–1798) uczyła 70–90 uczniów w dwóch klasach. Nauka w pierwszej, do której przyjmowano dzieci 6–8 letnie, trwała kilka lat, a w drugiej 2–3 lata. Po drugiej klasie można było wstąpić do któregoś z gimnazjów. W czasie kadencji Klosego doszło też do przekształcenia programu nauczania, tak by miał on profil zbliżony do szkoły realnej. W drugiej dekadzie XVIII w. stworzono dwie kolejne klasy, a liczba uczniów wciąż się zwiększała, by pod koniec lat 40. osiągnąć 300 osób. Skutkiem było powstanie piątej klasy; zajęcia odbywały się już w kilku sąsiednich budynkach. W tej sytuacji podjęto decyzję budowy nowej, dużej siedziby szkoły na terenie obecnego Placu Polskiego nr 1. Gmach wznoszono od 1846 do wiosny 1849 kosztem 50 tys. talarów, z czego 40% pokryło dwóch prywatnych donatorów, a resztę władze miasta. Budynek zaprojektował radca budowlany Henning. Wraz z udostępnieniem nowej siedziby podniesiono status placówki do miejskiej szkoły średniej z prawem urządzania egzaminu maturalnego (jednak jej świadectwo maturalne aż do 1870 nie dawało wstępu na uniwersytet), w 1859 zaliczono ją do szkół realnych pierwszego stopnia. W latach 1873–1874, w związku ze zwiększaniem się liczby uczących, dobudowano nowy budynek m.in. z salą gimnastyczną, a w 1882 szkoła otrzymała status gimnazjum realnego.    
Gimnazjum realizowało program dziewięcioletni, aż do 1937 gdy w całych Niemczech zarządzono, że nauka w szkołach średnich ma trwać 8 lat. W 1943 r. podjęto decyzję o zmianie dotychczasowej nazwy placówki ze Świętego Ducha na księcia Henryka. 7 października 1944 siedziba szkoły została zbombardowana przez radzieckie lotnictwo, tym niemniej naukę kontynuowano w zastępczych pomieszczeniach, a młodszym uczniom zorganizowano naukę poza Wrocławiem. 20 stycznia 1945 oficjalnie zamknięto szkołę.

## Rektorzy i dyrektorzy szkoły
- Samuel Benjamin Klose (1763–1798)[8]
- Karl Heinrich Gottlieb Schneider (1798–1804)[9]
- Jerzy Samuel Bandtkie (1804–1811)[10]
- Michael Morgenbesser (1811–1841)[11]